# 黄韩侯铁路
黄韩侯铁路，即黄陵－韩城－侯马铁路，起自包西铁路北塬站、经侯西铁路芝阳站，然后与既有侯西铁路共线电气化改造并增建二线至侯马站。是陕北与黄陵煤田外运的重要通道。

## 线路
正线全长204.5公里，国铁I级，双线电气化。最小曲线半径1200m、困难地段800m、个别地段维持既有现状。限制坡度：上行6‰、下行13‰。到发线有效长1050m。自动闭塞。
黄韩侯铁路分为：
- 侯马站至芝阳站，长122.8km，为既有侯西铁路电气化改造并增建复线。
- 芝阳站至北塬站（与包西线接轨），长81.7公里，新建双线电气化铁路。其中隧道12座32.66km，占新建线路正线长度的40％。其中最长隧道为如意村隧道，长9840m。
- 原侯西铁路的名称不再使用，侯西铁路剩余的芝阳站至张桥站区间，作为黄韩侯铁路与包西线的联络线，也列入黄韩侯铁路工程进行电化扩能改造。

## 历史
铁一院设计。2009年2月通过可行性评估。中铁20局、中铁22局、中铁电气化局承建。2010年8月28日开工。总投资113.7亿元。于2015年12月25日全线通车。